# Вудберн (Индијана)
Вудберн (енгл. Woodburn) град је у америчкој савезној држави Индијана.

## Демографија
По попису из 2010. године број становника је 1.520, што је 59 (-3,7%) становника мање него 2000. године.
| Група             | 2000.         | 2010.         |
| Белци             | 1.535 (97,2%) | 1.490 (98,0%) |
| Афроамериканци    | 2 (0,1%)      | 0 (0,0%)      |
| Азијати           | 1 (0,1%)      | 1 (0,1%)      |
| Хиспаноамериканци | 31 (2,0%)     | 17 (1,1%)     |
| Укупно            | 1.579         | 1.520         |